# Mount Pope Park
Mount Pope Park är en park i Kanada.   Den ligger i provinsen British Columbia, i den centrala delen av landet, 3 500 km väster om huvudstaden Ottawa. Mount Pope Park ligger 1 342 meter över havet. Den ligger vid sjön Stuart Lake.
Terrängen runt Mount Pope Park är kuperad åt nordost, men åt sydväst är den platt. Mount Pope Park ligger uppe på en höjd. Runt Mount Pope Park är det ganska glesbefolkat, med 43 invånare per kvadratkilometer.. 
I omgivningarna runt Mount Pope Park växer i huvudsak barrskog.